# Палата пэров Франции

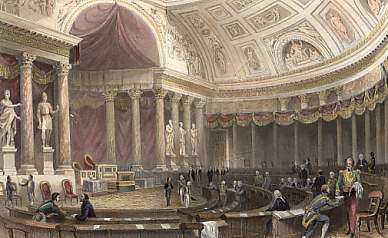
Зал заседаний Палаты пэров в парижском Люксембургском дворце на картине 1841 года

Палата пэров Франции (фр. Chambre des Pairs) — верхняя палата французского парламента в периоды двух реставраций, Ста дней, а также Июльской монархии. Основана хартией 1814 года, просуществовала до 1848 года; членство в ней оставалось наследственным вплоть до революции 1830 года; отменена революцией 1848 года в процессе создания Национального собрания Второй республики.

## Краткая историческая справка
Об изначальном значении термина — Пэрство Франции.
В 1814 году — по примеру английской модели — Людовик XVIII создал Палату пэров, которая стала одним из институтов законодательной власти страны: 1) верхней палатой парламента и 2) судом для государственных преступлений и для должностных преступлений депутатов и министров.
Во время Ста дней, Наполеон I также назначал пэров Франции. Вторая Реставрация 1815 года восстановила Палату пэров, и титул пэра стал передаваться по наследству. После Июльской революции 1830 года король Луи-Филипп сохранил Палату пэров, но ликвидировал наследственность пэрства.

## Предпосылки создания
На континенте Европы представительство, как продукт революции, явилось вначале в виде однопалатной системы. Генеральные штаты Франции, собравшиеся 5 мая 1789 г., уже 17 июня обратились в единое Национальное собрание. Конституции 3 сентября 1791 г. и 24 июня 1793 г. из принципа единства нации выводили требование единого национального собрания.
Конституция 1795 года
Впервые законодательный корпус был разделён на две палаты по конституции 22 августа 1795 г. — на Совет пятисот и Совет старейшин. С этого момента за верхнюю палату высказывались многие теоретики; в пользу верхней палаты говорил также пример Англии и Северной Америки. Конституция 1795 г. путём образования верхней палаты позволяла дать перевес людям, более умудрённым государственно-политическим опытом. Требование от членов совета старейшин 40-летнего возраста и 15-летнего пребывания во Франции до выборов делало число лиц, могущих быть выбранными, довольно незначительным и ограничивало по факту принцип народного суверенитета.
Конституция 1799 года
Последующая конституция 1799 г. преследовала иные цели: она видела спасение в установлении полной централизации власти. С этой точки зрения верхняя палата являлась бы излишним тормозом. Охранительный сенат не мог считаться верхней палатой, так как ему не было предоставлено участия в нормальных функциях законодательной власти.
Реставрация 1814 года
С Реставрацией возникла необходимость в Палате пэров, как средстве обеспечения влияния на те слои населения, с которыми отождествляла свои интересы монархия Бурбонов.

## История существования

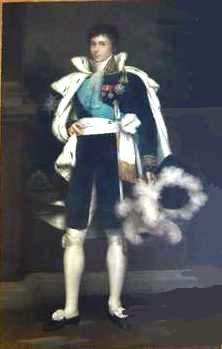
Маркиз де Вибрэ в бело-синем парадном одеянии палаты пэров

### Первая реставрация
Палата пэров по хартии 4 июня 1814 года состояла из лиц, возведённых в это звание королём — или наследственно, или пожизненно. Все заседания Палаты пэров являлись секретными. Список пэров этого периода дан здесь (на французском языке).

### Период Ста дней
Такую палату пэров удержал и Наполеон I в эпоху Ста дней, в так называемом Дополнительном акте (acte additionnel) 22 апреля 1815 года. Список пэров этого периода приведён здесь (на русском языке).

### Вторая реставрация
Буржуазная монархия Луи-Филиппа сочла также нелишним сохранить верхнюю палату, но наследственность звания пэра была отменена; король назначал пэров из известных категорий лиц, отличившихся на государственном поприще или на поприще наук, искусства, торговли, промышленности.
Республиканская конституция 4 ноября 1848 года приняла систему одной палаты. Сенат Наполеона III столь же мало соответствовал обычному типу верхней палаты, как и сенат Наполеона I.